# Тюрингерберг
Тюрингерберг (нім. Thüringerberg) — містечко й громада округу Блуденц в землі Форарльберг, Австрія. Тюрингерберг лежить на висоті 877 м над рівнем моря і займає площу 10,39 км². Громада налічує 683 мешканців. Густота населення 66/км².  
Громада розсипана у долині Великий Вальсерталь.
Округ Блуденц лежить на півдні Форальбергу і межує зі Швейцарією. Місцеве населення, як і мешканці всього Форальбергу, розмовляє алеманським діалектом німецької мови, а тому ближче до швейцарців, ніж до населення більшої частини Австрії, яке розмовляє баварсько-австрійським діалектом. Основною індустрією Форальбергу є спортивний туризм, і кожен населений пункт має розвинуту інфраструктуру: 
транспорт, готелі тощо.     
|                                       |
| Тюрингерберг на мапі округу та землі. |

 Адреса управління громади: Jagdbergstraße 270, 6721 Thüringerberg. 
у громаді є дитячий садок і початкова школа. 

## Демографія
Історична динаміка населення міста за даними сайту Statistik Austria